# Andreas Hajek
Andreas Hajek (Weißenfels, 16 april 1968) is een Duits voormalig roeier. Hij maakte zijn debuut voor Oost-Duitsland tijdens de wereldkampioenschappen roeien 1986 met een bronzen medaille in de dubbel-twee. Vanaf de wereldkampioenschappen roeien 1991 kwam Hajek uit voor het verenigde Duitsland. Hij maakte zijn olympische debuut tijdens de Olympische Zomerspelen 1992 met een gouden medaille in de dubbel-vier. Een jaar later werd hij voor de eerste keer wereldkampioen, in de dubbel-vier tijdens de wereldkampioenschappen roeien 1993. Op de volgende twee wereldkampioenschappen won Hajek een bronzen en een zilveren medaille. Net als vier jaar eerder won hij de olympische titel in de dubbel-vier tijdens de Olympische Zomerspelen 1996. Na twee wereldtitels in de dubbel-twee tijdens de wereldkampioenschappen roeien 1997 en 1998 en stapte Hajek weer over naar de dubbel-vier en werd hij ook tijdens de wereldkampioenschappen roeien 1999 kampioen in de dubbel-vier. Een jaar later won hij de bronzen medaille tijdens de Olympische Zomerspelen 2000. Op de wereldkampioenschappen roeien 2001 prolongeerde Hajek zijn wereldtitel in de dubbel-vier. Hij sloot zijn carrière af met een zeventiende plaats in de dubbel-twee tijdens de wereldkampioenschappen roeien 2003.

## Resultaten
- Wereldkampioenschappen roeien 1986 in Nottingham  in de dubbel-twee
- Wereldkampioenschappen roeien 1989 in Bled 4e in de dubbel-vier
- Wereldkampioenschappen roeien 1990 in Barrington 5e in de skiff
- Wereldkampioenschappen roeien 1991 in Wenen 4e in de dubbel-vier
- Olympische Zomerspelen 1992 in Barcelona  in de dubbel-vier
- Wereldkampioenschappen roeien 1993 in Račice  in de dubbel-vier
- Wereldkampioenschappen roeien 1994 in Indianapolis  in de dubbel-vier
- Wereldkampioenschappen roeien 1995 in Tampere  in de dubbel-vier
- Olympische Zomerspelen 1996 in Atlanta  in de dubbel-vier
- Wereldkampioenschappen roeien 1997 in Aiguebelette-le-Lac  in de dubbel-twee
- Wereldkampioenschappen roeien 1998 in Keulen  in de dubbel-twee
- Wereldkampioenschappen roeien 1999 in St. Catharines  in de dubbel-vier
- Olympische Zomerspelen 2000 in Sydney  in de dubbel-vier
- Wereldkampioenschappen roeien 2001 in Luzern  in de dubbel-vier
- Wereldkampioenschappen roeien 2002 in Sevilla  in de dubbel-twee
- Wereldkampioenschappen roeien 2003 in Milaan 17e in de dubbel-twee

1976: Wolfgang Güldenpfennig & Rüdiger Reiche & Karl-Heinz Bußert & Michael Wolfgramm ·
1980: Frank Dundr & Carsten Bunk & Uwe Heppner & Martin Winter ·
1984: Albert Hedderich & Raimund Hörmann & Dieter Wiedenmann & Michael Dürsch ·
1988: Agostino Abbagnale & Davide Tizzano & Gianluca Farina & Piero Poli ·
1992: André Willms & Hajek & Steinbach & Stephan Volkert] ·
1996: André Steiner & Stephan Volkert & Andreas Hajek & André Willms ·
2000: Agostino Abbagnale & Alessio Sartori & Rossano Galtarossa & Simone Raineri ·
2004: Nikolai Spinev & Igor Kravtsov & Aleksei Svirin & Sergej Fedorovstev ·
2008: Michał Jeliński & Marek Kolbowicz & Adam Korol & Konrad Wasielewski ·
2012: Karl Schulze & Philipp Wende & Lauritz Schoof & Tim Grohmann ·
2016: Karl Schulze & Philipp Wende & Lauritz Schoof & Hans Gruhne ·
2020: Dirk Uittenbogaard & Abe Wiersma & Tone Wieten & Koen Metsemakers ·
2024: Koen Metsemakers & Tone Wieten & Finn Florijn & Lennart van Lierop